# Dennis Wiehberg
Dennis Wiehberg (Berlino, 14 ottobre 1985) è un ex giocatore di football americano tedesco, che ha giocato come kicker e punter.
Dopo aver giocato una squadra universitaria statunitense, è tornato in Germania per giocare ai Berlin Adler e da lì ai Tirol Raiders.

## Palmarès
- Austrian Bowl (Tirol Raiders: 2011, 2015)
- Eurobowl (Tirol Raiders: 2011)